# Tokyo Sex Destruction
Tokyo Sex Destruction és un grup de música format a Catalunya. El seu estil és garage-punk, amb influència de la psicodèlia dels anys 70.

## Discografia
- 5th avenue south (CD / LP)
- Alcoholic holidays (CD-EP)
- Black noise is the new sound! (CD / LP)
- Le red soul comunnitte (10 points program) (CD)
- Singles (CD)